# Bastille (muzička grupa)
Bastille (stilizovano BΔSTILLE) je engleska indi rok grupa oformljena 2010. godine. Grupa je počela kao solo projekat glavnog pevača Dena Smita, ali je kasnije proširila sastav uključujući klavijaturistu Kajl Simonsa, basistu i gitaristu Vil Fargusona i bubnjara Kris "Vudi" Vuda.  Ime benda potiče od praznika "Dan Bastilje" koji se slavi 14. jula, istog dana kad je rodjen i Den Smit. Smith je rekao da je prvobitni naziv benda trebalo da bude "Daniel in the Den" pre nego što su se odlučili za "Bastille". Kasnije je ovo ime iskorišćeno za desetu pesmu na njihvom albumu Bad Blood.
Nakon samostalno objavljenog debitantskog singla i EPa, bend je potpisao ugovor sa Virgin Records. Njihov prvi studijski album, Bad Blood, objavljen je u martu 2013. godine, zauzevši prvo mesto na listi najboljih albuma u Velikoj Britaniji. Hit pesma "Pompeii" se kvalifikovala druga na listi najboljih singlova Velike Britanije. Nakon ovoga bend je bio nominovan za 4 BRIT nagrade, od kojih je odneo nagradu za najboljeg novog izvodjača.  Od februara 2019. godine, Bastille je sveukupno prodao preko 9 miliona albuma širom sveta.

## Istorija

### Osnivanje i ranija izdanja (2010—2011)
Bastille je debitovao u julu 2010. godine, ograničenim izdanjem singla 7" koji je sadržao dve numere: "Flaws" i "Icarus". Grupa je singl objavila u samo 300 primeraka preko samostalne muzičke kuće "Young & Lost Club" smeštene u Londonu.  Jedna od kopija se nasla u rukama Aleksa Bejkera, voditelja radio emisije na Kerrang! radiju. Bejker je promovisao grupu uživo i Bastille je počeo da se probija u javnost. Sredinom 2011. godine, grupa nezavisno objavljuje EP Laura Palmer.  Nakon uspeha ove i drugih numera preko onlajn sajtova kao što su Jutjub i Majspejs, broj obožavaoca ove grupe počinje da raste. U decembru 2011. godine Smit potpisuje ugovor sa Virdžin Rekords. Grupa je nakon toga nastupala na nekoliko glavnih festivala u Velikoj Britaniji uključujući Glastonberi festival, the Isle of Wight, Redfest i Blissfields. Takodje su snimili i objavili dva dela njihovih mikseva pod naslovom Other People's Heartache.

### Bad BloodiAll This Bad Blood(2012—2015)
Svoj prvi zvanični singl "Overjoyed" su izbacili 27. aprila 2012. godine preko izdavačke kuće Virdžin Rekords. Nedugo nakon premijere spota za ovu pesmu u novembru 2011. godine, popularni muzički magazin, Q Magazin, je 7. marta 2012. godine ovu numeru proglasio pesmom dana.  Drugi singl koji su objavili sa predstojećeg debitanskog studijskog albuma Bad Blood je bila istoimena numera "Bad Blood". Prateći video za pesmu je objavljen na oficijalnom VEVO kanalu benda 29. juna 2012. godine. Britanski časopis The Guardian je u julu 2012. godine nominovao Bastille kao "Novi bend dana".  U oktobru 2012. godine su isli na turneju "Flaws Tour", sa Swiss Lips kao pratećim bendom. Iste te godine, u novembru su nastupali prvi put van Evrope, na festivalu u Hong Kongu. Njihov treći single, ponovno izdanje pesme "Flaws", je bio komercijalni uspeh, koji je doneo grupi njihov prvi plasman u top 40 numera Ujedinjenog Kraljevstva, plasirajući se na dvadeset i prvo mesto. Pesma "Oblivion" se može čuti u 9. epizodi 4. sezone  Vampirskih dnevnika čija je premijera bila u decembru 2012. godine. 
U februaru 2013. godine, grupa je najavila četvrti singl sa albuma, pesmu "Pompeii". Pesma je dobila pozitivne kritike i plasirala se kao druga na top listi Velike Britanije i kao peta na top listi Amerike. Album je objavljen 4. marta 2013 godine i odmah je dospeo na prvo mesto liste najboljih albuma u Ujedinjenom Kraljevstvu. U intervjuu za "Digital Spy" u martu 2013. godine, glavni pevač Den Smit je otkrio da je singl "Laura Palmer" peti singl sa novog albuma. Pesma je objavljena 3. juna 2013. godine, a propratni video je premijerno objavljen 12. aprila 2013. godine na njihovom VEVO kanalu. Bastille se priključio bendu Mjuz na turneji kao njihova predgrupa u maju i junu 2013. godine.  U subotu, 6. jula 2013. godine, Bastille je na festivalu Blissfields po prvi put nastupao kao glavna tačka na nekom većem festivalu. Nastup se poklopio sa prvim pojavljivanjem grupe na naslovnoj strani nacionalnog muzičkog časopisa Notion magazine. Šestu numeru sa albuma,"Things We Lost in the Fire", izbacili su 26. avgusta 2013. Bastille je album "Bad Blood" objavio preko iTunes u Sjedinjenim Američkim Državama 3. septembra 2013. godine.
Remiks pesama "The Rhythm of the Night" koju izvodi Corona i "Rhythm Is a Dancer" grupe Snap! pod nazivom "Of the Night" Bastille je izbacio 9. oktobra 2013. godine. Numera je debitovala kao druga na listi najboljih pesama u Ujedinjenom Kraljevstvu. Pesma je promovisala obnovljeno izdanje njihovog prvog albuma, pod nazivom All This Bad Blood, objavljeno 25. novembra 2013. godine. U januaru 2014. Vil Farguson je u intervjuu za Bildord časopis izjavio da grupa uveliko radi na drugom albumu izmedju nastupa na turneji. Sastav je nastupao u Uživo subotom uveče 25. januara 2014. godine. Nekoliko dana kasnije, 4. februara iste godine, Bastille je osvojio BRIT nagradu za najboljeg novog izvodjača. Na dodeli nagrada nastupali su zajedno sa grupom Rudimental izvodeći miks pesama "Pompeii" i "Waiting All Night". Dva sata nakon nastupa, prodaja albuma "Bad Blood" je skočila za 132% obezbedjujući im drugu nedelju kao broj jedan na listi najboljih albuma, a pesma "Pompeii" je skočila za 29 mesta na listi najboljih numera. Album "Bad Blood" je 1. aprila 2014. godine proglašen kao najprodavaniji digitalni album 2013. godine. Takodje je bend zauzeo i jedanaesto mesto na listi top 40 Albuma tokom 2013. godine. Kasnije tog meseca Bastille je nastupao na jednom od najvećih festivala u Americi, Koačela festivalu. U septembru 2014. godine izbacili u i poslednji singl albuma "Oblivion". Bad Blood turneja se završila 2014. godine.

### VS.iWild World(2014—2017)
Pred kraj 2013. godine grupa je počela da izvodi nove pesme "Blame" i "Campus". Pesma "Oil on water" je snimljena na generalnoj probi i objavljena onlajn bez znanja članova grupe. Počeli su ozbiljno da rade na novom albumu tek 2014. godine,  planirajući da krenu sa snimanjem u septembru iste te godine. Farguson je u jednom od intervjua rekao da imaju spremljenih 16 ili 17 pesama kao demo i da se nada da će do početka snimanja u septembru imati 20 pripremljenih pesama ako ne i više.  Den Smit je rekao da će novi album sadržati više deonica gitare jer je to falilo na prošlom albumu, takodje je dodao i da se osećaju slobodnije praveći novi album. " Bastille je najavio njihov 3. mikstejp pod nazivom VS. (Other People's Heartache, Pt.III) 21. oktobra 2014. godine objavom nove numere "Torn Apart". Takodje su napisali i snimili pesmu " The Driver" koja se našla u filmu Vozač i bila je uključena u njihov novi mikstejp. VS. (Other People's Heartache, Pt.III) je objavljen 8. decembra 2014. godine i neki odd izvodjača sa koji su se pojavili na albumu su the Gemma Sharples Quartet, Haim, MNEK, Tyde, Rationale, Lizzo, Grades, Angel Haze, F*U*G*Z, Braque, Rag'n'Boun Men i Skunk Anansie. U novembru 2014. godine Bastille je učestvovao u pravljenju preradjene verzije pesme "Do They Know It's Christmas?" za Band Aid 30. Bili su nominovani za najboljeg novog izvodjača na 57. dodeli Gremi nagrada, ali je nagradu odneo Sem Smit.
Bastille je angažovao novog, povremenog člana, Čarli Barnsa, da im se priključi kao pomoć na turnejama. Novi samostalni singl pod nazivom "Hangin'" su objavili 22. septembra 2015. godine. Iste te godine su obradili pesmu "Overload" grupe Sugababes za album pesama iz filma Kill Your Friends. Tokom leta 2015. godine objavili su dve nove pesme "Grip" i "Snakes", a takodje su i na sajtu Facebook objavili da će njihov drugi studijski album izaći 2016. godine. U aprilu 2016. godine, grupa je objavila novu pesmu "The Currents". Objavivši trejler za tada još ne objavljenu pesmu "Two Evils" 2. juna 2016. godine, grupa je otkrila da će naziv novog albuma biti Wild World. Eni Mak je u svojoj emisiji na BBC radiju 1 debitovala novu pesmu "Good Grief" i predstavila ju je kao "najbolju pesmu na svetu". Pri puštanju u emisiji, mogla je da se nadje onlajn kao i da se kupi na odredjenim platformama.  Prvi put je bend izveo pesme "Good Grief" i "Two Evils" uživo na Glastonberi festivalu 24. juna 2016. godine. Krajem juna su objavili tačan datum izlaska albuma "Wild World", a već u julu su krenuli na Wild Wild World turneju.  Nekoliko dana nakon premijere, album je dospeo na listu najprodavanijih albuma nedelje,  a bend je pravio promotivne koncerte u Londonu, Njujorku i Los Andjelesu. Album je 16. septembra 2016. godine dospeo na prvo mesto Britanske i Škotske liste najboljih albuma.

### Doom DaysiOther People's Heartache, Pt. IV(2018—danas)
Grupa je najavila njihov treći album koji je zvanično objavljen 14. juna 2019. godine. Bend je bio glavna tačka na Pilton Partiju 1. septembra 2017. godine,  koja se održala na Pilton Worthy Farm, prostoru gde se održava Glastonberi festival. Sastav je objavio pesmu "World Gone Mad"  9. novembra 2017. godine kao sastavni deo filma "Bright". Krejg Dejvid i Bastille su 23. novembra 2017. godine izbacili numeru "I Know You", drugi singl sa Dejvidovog albuma "The Time is Now". Pesma se popela čak do petog mesta.
Prvi single "Quarter Past Midnight" sa albuma Doom Days, je premijerno pušten na BBC radiju 9. maja 2018. godine.
Bastille i Maršmelo su 17. avgusta 2018. godine objavili pesmu "Happier" koja se popela do drugog mesta na britanskoj listi najboljih numera kao i na list Bilbord hot 100.
Preradjenu verziju numere "Grip" ovaj put u saradnji sa EDM duom Seeb, grupa je objavila 6. decembra 2018. godine. Njihov četvrti miks "Other People's Heartache, Pt IV" je objavljen samo dan kasnije i ovde se nalaze numere snimljene u saradnji sa Krejg Dejvidom, Džejkob Benksom, Džejms Arturom, Kianja, Lily Moore, Moss Kena, Rationale, Swarmz, i S-X.
Drugi single "Doom Days" sa istoimenog albuma je objavljen 25. aprila 2019. godine. U emisiji Skota Milisa na BBC radiju 1, 9. maja 2019. godine, je premijerno izveden treći singl sa albuma pod nazivom "Joy", a četvrti singl "Those Nights" je prvi put izveden 4. juna 2019. godine u emisiji "Beats 1".

Album "Doom Days" je zvanično objavljen 14. juna 2019. godine. Peti singl sa albuma, "Another Place", je izdat 25. oktobra 2019. godine zajedno sa kanadskom pevačicom Alesia Karom, kao preradjena verzija originalne pesme sa albuma, menjajući drugu strofu tekstom koji je Alesia napisala. Produžena verzija albuma koja sadrži 11 novih pesama koje se nisu našle na originalnoj verziji albuma pod nazivom Doom Days (This Got Out Of Hand) je objavljena 6. decembra 2019. godine.

## Mediji
Muzika benda Bastille se koristila u TV sapunici Hollyoaks, čija se radnja cele nedelje ranog leta odvija oko pesme "Laura Palmer". Njihova muzika se takodje našla  u Made in Chelsea i Vampirskiim dnevnicima. Mogu se čuti u serijama Mladi vukodlak i Kako se izvući sa ubistvom gde su saradjivali sa Naughty boy. Pesma "Pompeii" se čuje u  First Touch Soccer 15, the Konami game, Pro Evolution Soccer 2015, kao i u filmu "Gospodin Pibodi i Šerman" iz 2014. godine.
Muzika ovog sastava je takodje četiri outa bila uključena u FIFA igricama: "Weight of Living, Pt. II" u FIFA 13, "Hangin'" u FIFA 16 i "Send Them Off!" u FIFA 17.
"Admit Defeat" se čuje u igrici EFootball Pro Evolution Soccer 2020.
Igrica simulacije The Sims 3je takodje pozajmila pesmu "Laura Palmer" koja se izvodi na jeziku koji se koristi u igrici, Simlish.
Pesma "World Gone Mad" je objavljena 2017. godine kao glavna pesma na albumu filma "Bright".
Preradjena verzija pesme "Can't Fight This Feeling" je snimljena 2019. godine za potrebe novogodišnje reklame.

## Diskografija
Studijski albumi
- Bad Blood (2013)
- Wild World (2016)
- Doom Days (2019)[59]

## Članovi grupe
Sadašnji članovi
- Den Smit – glavni pevač, klavir, klavijature (2010–sadašnjost)
- Kajl Simons – klavir, klavijature, prateći vokali, bas, gitara (2010–sadašnjost)
- Vil Farguson – gitara, bas, prateći vokali, klavir, klavijature (2010–sadašnjost)
- Kris "Vudi" Vud – bubnjevi, udaraljke, prateći vokali (2010–sadašnjost)

Dodatni članovi na turnejama
- Čarli Barns – gitara, klavir, klavijature, sintisajzer, prateći vokali, udaraljke, bas (2015–sadašnjost)

## Nagrade i nominacije
Bastille je osvojio nekoliko nagrada i bili su nominovani više puta, uključujući Brit Nagrade, Billboard Music Awards, World Music Awards i Gremi Nagrade. Bastille je prodao sveukupno više od 9 miliona ploča i albuma. 